# Фронт національного визволення (Алжир)
Фронт національного визволення (фр. Front de libération nationale, FLN; араб. جبهة التحرير الوطني لجزائرية, Jabhat al-Taḩrīr al-Waţanī‎‎) — соціалістична політична партія в Алжирі. У роки Війни за незалежність (1954—1962) ФНВ очолював національно-визвольний рух.

## Історія
Фронт національного визволення був створений 1 листопада 1954 року в результаті злиття кількох дрібних політичних угрупувань як загальнонаціональна організація, що очолила збройну боротьбу за незалежність Алжиру від Франції. До нього входили представники усіх соціальних груп країни, включаючи частину національної буржуазії та феодальних елементів. ФНВ мав свою військову організацію — Армію національного визволення.
До 1956 року ФНВ об’єднав практично всі націоналістичні угрупування Алжиру, що ворогували між собою. Перша програма ФНВ, прийнята на з’їзді у серпні 1956 року, висунула як основні завдання досягнення Алжиром незалежності, створення демократичної республіки, проведення аграрної реформи, націоналізацію крупних засобів виробництва. На з’їзді було створено вищий орган ФНВ — Національну раду алжирської революції. У 1956 році редактором друкованого видання ФНВ — газети «Воїн» («El Moudjahid») — стає марксистський теоретик Франц Фанон, темношкірий виходець із Мартиніки. Надалі Фанон стає головним ідеологом руху.
У вересні 1958 року ФНВ створив тимчасовий уряд Алжирської Республіки.
На сесії Національної ради алжирської революції у Триполі (Лівія), у червні 1962, після завершення національно-визвольної війни та підписання угоди про припинення вогню між ФНВ та урядом Франції (Евіанські угоди), була прийнята програма, що передбачала перехід до народно-демократичної революції, побудову держави на базі соціалістичних принципів, здійснення аграрної реформи, націоналізацію корисних копалин, транспорту, банків та зовнішньої торгівлі, індустріалізацію країни. У програмі було поставлено завдання перетворення ФНВ на політичну партію.
Невдовзі після цього стався розкол усередині ФНВ, при цьому гору взяли прихильники революційних перетворень, яким за підтримки Армії національного визволення вдалось взяти владу до своїх рук й утворити уряд Алжирської Народної Демократичної Республіки (вересень 1962). ФНВ став урядовою, а згодом — єдиною дозволеною в країні політичною організацією.
Було створено Політбюро ФНВ, до складу якого увійшли Ахмед Бен Белла, полковник Хуарі Бумедьєн та Мухаммад Хідр. Ахмед Бен Белла у 1963 році очолив уряд.
1964 року на базі ФНВ було створено політичну партію. Перший (установчий) з’їзд партії відбувся 16—21 квітня 1964 року у місті Алжир. З’їзд ухвалив програму — так звану Алжирську хартію, де вказувалось, що Алжир обирає соціалістичний шлях розвитку. З’їзд встановив, що партія має складатись переважно з селян та робітників. З 19 червня 1965 року ФНВ в результаті перевороту очолив Революційну раду Алжирської Народної Демократичної Республіки під головуванням Хуарі Бумедьєна. Бумедьєн до самої смерті тримав під жорстким контролем ситуацію в партії та країні. Після його смерті (1978) партія реформувалась, набувши свого сучасного вигляду.
ФНВ був єдиною дозволеною партією до кінця 1980-х, коли до Конституції були внесені поправки, що дозволяли багатопартійну систему.
На парламентських виборах 2002 року партія отримала 34,3 % голосів та провела до парламенту 199 депутатів. А вже на виборах 2012 — 220 місць у парламенті з 462., ФНВ нині очолює генеральний секретар Алі Бентфліс, прем’єр-міністр Алжиру.